# Free float
Free float  (flutuação livre, em português) é uma terminologia utilizada no mercado de capitais e se refere às  ações que uma empresa destina  à  livre negociação no mercado.
O free float designa, portanto,  as ações que se encontram em circulação, excluindo-se aquelas pertencentes aos controladores  e aquelas mantidas na tesouraria da companhia.
No mercado de capitais brasileiro (B3), as companhias listadas no segmento de Novo Mercado e nos níveis 1 e 2, precisam, obrigatoriamente, apresentar um free float de, no mínino, 25% , ou seja 25% das suas ações devem estar em livre circulação para negociação no  mercado.
O principal propósito do free float é a aumentar liquidez das ações, ou seja, aumentar a facilidade para converter tais ações em dinheiro, negociando-as em bolsa de valores.